# 孝庄秘史
《孝庄秘史》是一部拍摄于2002年的中国清朝古装历史电视剧，于同年12月首播。由尤小刚、刘德凯执导，杨海薇编剧，宁静、马景涛、刘德凯主演。
本剧以孝莊文皇后的生活感情经历，揭示人性与权利斗争的巨大冲突。尤小刚导演《孝庄秘史》取得成功后，继续拍摄“秘史系列”，后续作品即是《皇太子秘史》:46—47。

## 劇情大綱
剧情涉及“大妃殉葬”、“太后下嫁”、“顺治出家”等清宫秘史:47。
孝庄文皇后小名大玉儿，年少时便有满蒙第一美女之名。大玉儿与皇太极异母之弟多尔衮为青梅竹马，但却被皇太极纳为侧妃。皇太极称帝，国号大清，正福晋哲哲被立为清甯宫皇后，大玉儿被封为永福宫庄妃。
大玉儿的亲姊妹海兰珠因缘际会为皇太极看上，封为关睢宫宸妃。皇太极对宸妃一往情深，甚至当宸妃病危消息传到，皇太极竟丢下前线紧急军务，飞马回京。宸妃香消玉殒，皇太极心痛如捣，竟然迁怒大玉儿，大玉儿寒心。吴三桂冲冠一怒为红颜，引多尔衮率军入关，定鼎燕京。皇太極過世後对于爭夺帝位多尔衮心中确有野心，但一般挣扎最后仍信守對大玉兒的承诺，迎福临入京即位。孝庄非常欣慰，决心保护自己的儿子、保护大清的前途。
多尔衮在福临登基后，成为摄政王，在“权力”与“爱情”之间摇摆。多尔衮即舍不得权力，又放不下爱情:46。孝庄却为了大清基业与儿子的未来，对他若即若离，还得以柔情拴住他想称帝的慾望。而多尔衮与逐渐长大想親政的顺治也产生了政见上、情绪上的尖锐对立，孝庄夹在两人之间，苦心设谋调停。多尔衮英年早逝，孝庄虽松了口气，却也无比痛心难过。顺治亟欲实现自己满汉一体，共用太平的治国理念，他对于汉文化有着强烈的仰慕和兴趣。而宫中另有一股反派势力，暗中结合对于顺治不满的满蒙亲贵，跟顺治作对甚至密谋篡立。顺治与董颚妃的百死无悔的爱情，造成满蒙亲贵的仇视、博果尔的死亡，也更激化了反派势力的仇恨与行动，但均为孝庄一一化解，但无辜的董颚妃及其幼子、好友，都成了牺牲品。
顺治帝是位接受满汉文化双重洗礼的少年天子、执著所爱的情圣、壮志未酬的悲剧人物，以24岁之龄染上天花身亡，孝庄不禁觉得这半生太倦了！她的丈夫、情人、爱子，都为情而狂、为情而死。可是，回首这半生的委屈辛苦，无不是为了大清江山，她必须振作起来，不能万念俱灰、功亏一匮！孝庄勉力振作，依汤若望之秘密建议，立顺治之子玄烨为帝，年号康熙。孝庄决心好好抚养这位少年天子成为明君，以弥补她对儿子的遗憾，为大清朝开创盛世。

## 演员名单
| 演员     | 角色                 | 简介         | 备注                                                                   |
| 宁 静    | 大玉儿（孝庄文皇后） |              | 大玉儿为民国以来传说中孝莊文皇后的本名，真实的本名为蒙古语的布木布泰。 |
| 马景涛   | 多尔衮               |              |                                                                        |
| 刘德凯   | 皇太极               |              |                                                                        |
| 邬倩倩   | 哲 哲                |              |                                                                        |
| 斯琴高娃 | 大福晋               |              |                                                                        |
| 许还山   | 努尔哈赤             |              |                                                                        |
| 严 昆    | 福 临                |              |                                                                        |
| 舒 畅    | 董鄂妃               |              |                                                                        |
| 赵鸿飞   | 多 铎                |              |                                                                        |
| 胡 静    | 苏茉尔               |              |                                                                        |
| 何赛飞   | 海兰珠               |              |                                                                        |
| 徐 敏    | 代 善                |              |                                                                        |
| 李玲玉   | 贵太妃               |              |                                                                        |
| 吴 韻    | 鄂幂特福晋           |              |                                                                        |
| 陈韦辰   | 福 临（少年）        |              |                                                                        |
| 王培文   | 福 临（童年）        |              |                                                                        |
| 李一凡   | 福 临（幼年）        |              |                                                                        |
| 杨 紫    | 宛 如（董鄂妃少年）  |              |                                                                        |
| 陆 军    | 豪 格                |              |                                                                        |
| 米铁增   | 范文程               |              |                                                                        |
| 沈保平   | 阿 敏                |              |                                                                        |
| 郭明翰   | 莽古尔泰             |              |                                                                        |
| 吴晓丹   | 娜木钟               | 顺治帝废后。 | 娜木钟是懿靖大貴妃本名。历中上，顺治帝废后本名额尔德尼布木巴。         |
| 郭宇枫   | 娜木钟（少年）       |              |                                                                        |
| 王 格    | 孟古青               | 宛如好友     | 孟古青为虚构人物。中文网络中，亦常称顺治帝废后为孟古青。               |
| 李 媛    | 孟古青（少年）       |              |                                                                        |
| 高海燕   | 惠 哥                |              |                                                                        |
| 白庆琳   | 小玉儿               | 大玉儿妹妹   | 历中上，为哲哲的异父妹。                                               |
| 羿 坤    | 小 唐                |              |                                                                        |
| 豆 逗    | 小 唐（少年）        |              |                                                                        |
| 王 晖    | 何洛会               |              |                                                                        |
| 富俊峰   | 博果尔               |              |                                                                        |
| 韩雨樵   | 博果尔（少年）       |              |                                                                        |
| 郭子豪   | 博果尔（童年）       |              |                                                                        |
| 孙 斌    | 洪承畴               |              |                                                                        |
| 张永经   | 汤若望               |              |                                                                        |
| 万 艳    | 珍 哥                |              |                                                                        |
| 张丽丽   | 小霓子               |              |                                                                        |
| 王 宏    | 莽古斯               |              |                                                                        |
| 图文学   | 济尔哈朗             |              |                                                                        |
| 纪永清   | 吴克善               |              |                                                                        |
| 孙 强    | 崇祯帝               |              |                                                                        |
| 王 刚    | 袁崇焕               |              |                                                                        |
| 李 岚    | 李嬷嬷               |              |                                                                        |
| 狄剑清   | 鄂 硕                |              |                                                                        |
| 胡 瑶    | 玲 子                |              |                                                                        |
| 李 菁    | 春 雨                |              |                                                                        |
| 邬朋达   | 玄 烨                |              |                                                                        |

## 幕后花絮
- 最早剧本是刘德凯在台湾策划的，由于台湾受经济情况的影响，电视剧行情不太景气，所以迟迟没有开拍，剧本准备了两年的时间。
- 编剧杨海薇为了编写剧本，第一次与尤小刚见面就讨论了6个半小时，形成了对剧本的基本定位。此后她翻阅了相关清朝开国的史料。
- 尤小刚透露，该剧先后剪了六遍，看到动情处还是会哭。
- 何赛飞的“绝艺三哭”。在拍摄现场，凡有何赛飞的悲情哭戏，尤小刚都要嘱咐摄像人员集中精力，控制好机器，以免被何赛飞极富感染力的哀怨悲情分神，从而有了“绝艺三哭”的说法。
- 舒畅在剧中扮演董鄂妃，第一次演绎感情戏，此剧拍摄期间，舒畅还未满十五周岁，是个高中生。

## 爭議
《孝莊秘史》中多句台詞被發現台灣作家朴月的《玉玲瓏》、《金輪劫》等作品有重疊之處，尤其關鍵用詞全都一致，疑似抄襲。

## 電視變遷
| 高點綜合台 星期一至五20:00～22:00    | 高點綜合台 星期一至五20:00～22:00                | 高點綜合台 星期一至五20:00～22:00 |
| ------------------------------------ | ------------------------------------------------ | --------------------------------- |
|                                      | 孝莊祕史 （2013.02.18 - 2013.03.12)              |                                   |
| 少年嘉慶 （2013.01.28 - 2013.02.15） | 武則天 (1995年電視劇) （2013.03.13 - 2013.04.02) |                                   |